# Ronald Aarts
Pour les articles homonymes, voir Aarts.
Ronald M. Aarts (Amsterdam, 1956) est un ingénieur électricien et physicien néerlandais, inventeur et professeur dans le domaine de l'électroacoustique et de la technologie de traitement du signal biomédical.

## Biographie
Ronald M. Aarts obtient une licence en génie électrique en 1977 et un doctorat en physique de l'Université de technologie de Delft en 1995. Il rejoint le groupe d'optique des Philips Research Laboratories (anciennement connu sous le nom de Natlab), à Eindhoven (Pays-Bas), en 1977. Ses recherches portent initialement sur les systèmes d'asservissement et le traitement du signal destinés à être utilisés à la fois dans les lecteurs vidéo longue durée et dans les lecteurs de disques compacts. En 1984, il rejoint le groupe Acoustics de Philips où il travaille au développement d'outils de CAD et de traitement du signal pour les systèmes de haut-parleurs. En 1994, il devient membre du groupe Digital Signal Processing (DSP) chez Philips et mène des projets sur l'amélioration de la reproduction sonore en exploitant le DSP et les phénomènes psychoacoustiques.
En 2003, il devient Philips Fellow et étend ses intérêts en ingénierie à la médecine et à la biologie, en particulier aux capteurs et aux traitements des signaux pour la surveillance ambulatoire, le sommeil, la cardiologie, la périnatologie, les systèmes de surveillance de la réponse médicamenteuse (DRM) et la détection de l'épilepsie.
Il est l'auteur ou co-auteur de plus de 450 articles et rapports publiés et est crédité de plus de 250 demandes de brevet, dont plus de 175 aux États-Unis (dont plus de 100 ont été accordées). Pour ses contributions créatives chez Philips, il reçoit le prix Gilles Holst de l'entreprise (1999), le Gold Invention Award (2012) et le Diamond Invention Award (2018).
Il devient Fellow de l'IEEE en 2007, et reçoit le Chester Sall Award en 2017 et en 1998, il devient Fellow de l'Audio Engineering Society et en reçoit la médaille d'argent en 2010. Il est également co-organisateur et président de plusieurs congrès internationaux.
Aarts est professeur à temps partiel à l'Université de technologie d'Eindhoven (TU/e) depuis 2006, où il supervise principalement des étudiants de master et de doctorat. Depuis 1990, il est président d'Aarts Consultancy. En 2019, il prend sa retraite de Philips et se concentre désormais principalement sur son travail académique et de conseil, ce dernier englobant à la fois des conseils techniques et en matière de propriété intellectuelle (PI).
Il épouse Doortje Ultee (1956-2009) à Krommenie le 14 septembre 1978. De leur mariage naissent deux fils.

## Travail professionnel

### Amélioration du son des basses
Aarts et ses collaborateurs chez Philips ont été impliqués dans le développement, l'amélioration et la mise en œuvre matérielle de systèmes d'amélioration/restauration des basses exploitant le phénomène psycho-acoustique naturel connu sous le nom de « fondamental manquant »,. Les petits haut-parleurs ne sont en général pas capables de reproduire les notes basses fréquences, mais en exploitant les illusions auditives, on peut utiliser soit le phénomène de hauteur virtuelle pour déplacer les basses fréquences vers une bande de fréquences plus élevées où les haut-parleurs sont capables, ceci est parfois appelé Ultra Basse; ou bien, on peut mapper la très basse fréquence sur une seule fréquence lorsque le haut-parleur est conçu pour un rendement élevé, c'est ce qu'on appelle parfois Bary Bass. D'un autre côté, si le haut-parleur est capable d'émettre des basses fréquences, mais si elles ne sont pas présentes dans la musique, ces fréquences peuvent être dérivées de la musique à l'aide d'un schéma d'extension de bande passante, parfois appelé Infra Bass. Enfin, la qualité audio, en particulier celle des transducteurs sonores basse fréquence à Q élevé, peut être améliorée en atténuant les parties de décroissance des signaux de basse, réduisant ainsi le sustain ou la sonnerie des notes de basse, ce que l'on appelle parfois des basses percutantes.

### Réseaux de haut-parleurs et leur rayonnement
Aarts et ses collègues de Philips ont également été impliqués dans la conception et les applications du rayonnement des haut-parleurs. Une version étendue des polynômes de Zernike, connue sous le nom d'ENZ, a été appliquée pour résoudre des problèmes directs et inverses de rayonnement acoustique d'un piston circulaire flexible entouré d'un plan infini rigide (déflecteur) et d'une calotte sphérique flexible sur une sphère rigide., montrant que cette dernière est assez similaire à celle d’une véritable enceinte. L’utilisation de plusieurs haut-parleurs disposés en réseau permet d’obtenir des caractéristiques de rayonnement particulières. Par exemple, on peut augmenter la zone de sweet spot lors d'une écoute stéréophonique en utilisant les différences de temps interaurales. Ce système a été appelé stéréo indépendante de la position. Une autre application consiste à diriger le son vers un auditeur sans déranger les autres, c'est ce qu'on appelle le son personnel. Une autre application consiste à utiliser des réseaux de phases quadratiques pour concevoir des réseaux de haut-parleurs qui rayonnent comme un seul haut-parleur. Pour les calculs de rayonnement des haut-parleurs, la fonction Struve est souvent nécessaire, des approximations simples ont été dérivées pour cela.

### Élargissement de la base stéréo
Sur les petits téléviseurs et les équipements audio portables, les haut-parleurs sont rapprochés. Grâce à un traitement spécial du signal, des sources dites fantômes ou virtuelles peuvent être créées de telle sorte que le son semble être généré bien en dehors des haut-parleurs. Ce principe a été appliqué par Philips à de nombreux téléviseurs et postes audio, sous le nom commercial « Incredible sound ».

### Refroidissement acoustique avec haut-parleurs
Un petit haut-parleur dans un boîtier spécial peut générer des jets synthétiques qui offrent des avantages par rapport à un ventilateur, tels qu'un rendement plus élevé, une plus grande liberté de conception et moins de bruit et d'usure. Des expériences ont montré que pour de petites surfaces allant jusqu'à environ 40 cm 2, les jets synthétiques refroidissent mieux et font moins de bruit qu'un ventilateur.

### Surveillance ambulatoire ou sans entrave des patients
Surveillance, par exemple, de l'épilepsie, du sommeil et des problèmes cardiaques tels que la fibrillation auriculaire ; et des signes vitaux tels que la pression artérielle, la fréquence cardiaque et la fréquence respiratoire peuvent être réalisés sans gêner le patient à l'aide d'un photopléthysmogramme (PPG). Un capteur PPG peut facilement être intégré à un bracelet tel qu'une montre de sport, de préférence complété par des accéléromètres.

## Publications
Une liste des articles publiés (PDF) et des brevets américains peut être trouvée sur la page d'accueil de Ronald M. Aarts.